# Корисні копалини Мадагаскару
Корисні копалини Мадагаскару

## Загальна характеристика
Мадагаскар багатий різноманітними корисними копалинами. Відомі родовища хромових, нікелевих, кобальтових, залізних, титанових руд, бокситів, руд рідкісних металів, вугілля, бітумів, флогопіту, графіту, дорогоцінних каменів і інш. На Мадагаскарі є індустріальні, дорогоцінні і самоцвітні мінерали, золото, уран, ільменіт/титан, кварц, нікель, мідь, свинець, платина, лабрадорит, гірський кришталь, родоніт, мармур, смарагди, рубіни і сапфіри (табл.).
Таблиця. – Основні корисні копалини Мадагаскару станом на 1998-1999 рр.
| Корисні копалини               | Запаси       | Запаси   | Вміст корисного компоненту в рудах, % | Частка у світі, % |
| Корисні копалини               | Підтверджені | Загальні | Вміст корисного компоненту в рудах, % | Частка у світі, % |
| Боксити, млн т                 | 100          | 344      | 43 (Al2O3)                            | 0,4               |
| Барит, тис. т                  | 1000         | 1000     | 96 (BaSO4)                            | 0,3               |
| Берилій, тис. т                | 5            | 16,7     | 0,1 (ВеО)                             | 2,2               |
| Залізні руди, млн т            | 1025         | 1350     | 55 (Fe)                               | 0,6               |
| Золото, т                      |              | 20       | 0,8 – 2,5 г/т                         |                   |
| Кобальт, тис. т                | 30           | 150      | 0,2 (Со)                              | 0,5               |
| Мідь, тис. т                   | 15           | 20       | 1,9 (Cu)                              |                   |
| Нікель, тис. т                 | 645          | 1865     | 1,24 (Ni)                             | 1,3               |
| Природний горючий газ, млрд м³ | 2            |          |                                       |                   |
| Вугілля, млн т                 | 175          | 375      |                                       |                   |
| Хромові руди, млн т            | 9,1          |          | 32 (Cr2O3)                            | 0,2               |
| Уран, тис. т                   |              | 10,1     | 0,25                                  |                   |

## Окремі види корисних копалин
Нафта і газ. Вияви нафти і газу відомі в зах. частині М., у западинах Мадзунга і Мурундава. Нафтовмісними є породи сер. частини серії Сакамена. Перспективні шельфові райони узбережжя з потенційними ресурсами 170 млн т нафти і 250 млрд м3 газу для всіх басейнів. До кільцевої структури Бекудука приурочені родов. бітумінозних пісковиків Бемуланга (загальна пл. 3500 км², запаси бітумів 1-3 млрд т і 0,3 млрд т важкої нафти) і розташоване поблизу родов. асфальтиту Мурафенубе (запаси 1 млрд т). http://www.madagascaroil.com/ [Архівовано 23 березня 2010 у Wayback Machine.]
Вугілля. Прогнозні ресурси кам'яного вугілля (6 млрд т) пов'язані з континентальними відкладами системи Карру в бас. Сакуа, загальна пл. якого 3000 км². Виділяють родов.: Сакуа, Сакамена, Іанапера, Імалуту, Вухібурі, Вухіпутсі. Потужність пластів 0,8-1,6 м. Осн. запаси бурого вугілля знаходяться в пліоценовому бас. Анцірабе і асоціюють з бітумінозними сланцями. Родов. багатопластові з потужністю пластів 0,4-2 м (Антаніфуці,  Антананаріву, Мангуру та інш.).
Уранові руди представлені ураноторіанітом в породах системи Андруй груп Дофін (Тауланару), Транумару, Ампандрандава. У рудному районі Транумару в родов. Кутівелу, Белафа, Бесакуа, Бетанімена, Мурафену, Ікатефу, Сахахара, Бетрука, Есатра і інш. початкові запаси ураноторіаніту бл. 150 тис. т. Менш значне джерело урану – уранові танталоніобати (самірезит, ампангабеїт, бетафіт, евксеніт, самарськіт) рідкісноземельних гранітних пегматитів родов. Ампангабе, Бетафу, Самірезі, району Анцірабе-Мандуту-Фараціху. З пліоценовими озерними глинами району Анцірабе пов'язані родов. отеніту і ураноциртиту. Відомі родов. ванадатів урану (карнотит і франсвіліт) в юрських осадах району Фулакара (Анкісатра). Відоме родов. уранініту, отеніту, циркону і монациту в лужних докембрійських гранітах Бетрука із запасами 1,2 млн т руди з 0,106% U3O8.
Залізні руди. Прогнозні ресурси залізняка оцінюються в 1 млрд т. З залізистими кварцитами системи Вухібурі пов'язане семипластове родов. Маеватанана, а із залізистими кварцитами «системи» Графіт – родов. Фасінцара. Найбільшим є родов. Суалала: розвідані запаси 800 млн т руди при 60% Fe. Латеритні руди родов. Амбатуві, Аналамаї містять 46-50% Fe, до 0,17% Ni,  до 1,11% Cr, до 2,07% Ti, до 12,5% Al2O3 (при загальних запасах 50-200 млн т руди). Родов. гематит-лімонітових руд Бетіукі містить 150-160 млн т легкозбагачуваних бідних корінних і елювіальних руд (10-24% Fe). Магматогенне родов. титаномагнетитових руд з ванадієм Вангуа пов'язане з масивом габроїдів.
Марганець. Бл. 10 дрібних родов. марганцевих руд в центр. і півд. частинах М.: Масукуамена, Амбатулампі, Алаутра, Сарунала, Фанатуліза, Бекілі, Ампаніхі та інш.
Титан. Осн. запаси титанових руд пов'язані з розсипами ільменіту на сучасних пляжах і дюнах східного узбережжя М. Ільменіт (вміст 15-60%) зустрічається в асоціації з цирконом, рутилом, ґранатом, монацитом і інш. Запаси родов. Суанієрана-Івунгу 0,4 млн т, Манінгурі 0,3 млн т, району Амбінанінамуруна-Масумелука – понад 3 млн т, Анілавінамі понад 1,2 млн т, Ампагала – понад 0,5 млн т, Вухібаріка – понад 0,3 млн т. У місцевості Мандена (Mandena) є три родовища, що містять високосортні титанові руди (бл. 62% TiO2).
Хром. На тер. М. відомо понад 800 рудовиявів хромових руд. Осн. родов. (Андріамена,  Беманевіка, Анказутаулана, Ранумена і інші) пов'язані з ультраосновними породами ґнейсової частини «системи» Графіт. Перспективними вважаються центр. і сх. частини острова.
Забезпеченість видобутку хромових руд їх підтвердженими запасами, розрахована за максимальним рівнем виробництва в період 1995-1997 рр. з урахуванням втрат при видобутку і збагаченні на Мадагаскарі становить 46 років.
Боксити. Ресурси бокситів оцінюються в бл. 350 млн т. Найбільше родов. Манантеніна (Manantenina) представлене гібситовою корою вивітрювання лептитів потужністю до 5 м. Склад промитого бокситу (%): Al2O3 41; SiO2 1,4; TiO2 1,5; Fe2O3 13,5. Загальні запаси родов. 180 млн т, розвідані – 100 млн т. Латеритне родов. Марангака утворене по базальтам. Потужність пласта 1,5 м. Запаси родов. 25 млн т при вмісті Al2O3 38% і SiO2 2% в промитому бокситі. Перспективні родов. Манадзарі, Фарафангана-Вангайндрану на базальтовому плато Анкарана. Бл. 4 млн т бокситів укладено в родов. конкреційного типу Аналавурі. У центрі о-ва відомі дрібні родов. бокситів із загальними запасами до 1 млн т.
Золото. Для М. характерні дрібні гідротермальні родов. золотих руд – Андавакуера та інш. Запаси родов. 1,7-4,5 т. Деякі родовища золота локалізуються в системах несучих кварцових сульфідних жил.
Мідь. Родов. мідних руд Амбатуварахіна в центрі о-ва представлене рудними тілами в карбонатних породах. Рудні мінерали: халькопірит, борніт, кубаніт, пентландит, бляклі руди, ґаленіт, сфалерит, валеріїт, кобальтин і інш. Вміст Cu 0,5-2,6%, розвідані запаси 17 тис. т. У районі Вухібурі на півдні країни є дрібні родовища із загальними запасами металу 6 тис. т при супутніх концентраціях золота і срібла. На півночі о-ва, в районі Вухемар, відома халькопіритна мінералізація в габровому масиві Аналалава і в кварц-баритових жилах родовищ Дарайна і Мілануа. У складі руд борніт, халькозин, лінеїт; вміст Ag 250 г/т, Au 10 г/т. Вияви міді відомі в масивах Амбатуфітатра, Іциндру і інш., а також в офіолітах зеленокам'яного поясу Андріамени.
Нікель. За підтвердженими запасами нікелю країна займає 3-є (після ПАР і Ботсвани) місце в Африці (1999). Ресурси нікелевих руд (родов. Амбатуві-Аналамаї) пов'язані з корою вивітрювання габро-перидотитового масиву Антампумбату (12х8 км), що прориває кристалічні сланці «системи» Графіт. Потужність нікеленосних глин 20-40 м, вміст Ni 1,2-1,35%, Co 0,2-0,3%. Розвідані запаси по сектору Амбатуві понад 1,5 млн т Ni і 70 тис. т Со.
Метали платинової групи. Корінні вияви і розсипи платини і платиноїдів відомі в інтрузивній зоні Лундукуманана і в габроїдах масиву Антампумбату.
Рідкісні метали. В країні зафіксовані численні родов. руд рідкісних металів – літію, берилію, танталу, ніобію, рідкісних земель, скандію, бісмуту. Серед 400 пегматитових полів і родов. встановлені полуцитова, сподуменова, амблігонітова, лепідолітова і берилієва мінералізація. Найбільші родов. Малакіаліна, Ампандрамайка, Берере, Беваундрану, Ітрему і інші містять берил, колумбіт, танталіт, мікроліт, амблігоніт, сподумен, полуцит, турмалін. У пегматитах родов. Малакіаліну кристали берилу досягали маси 300 т. Гідротермальні родов. бастнезитових руд відомі в районі м. Амбатуфінандрахана. Потенційні ресурси танталу, ніобію і олова пов'язуються з апогранітами (о. Нусі-Бе і п-ів Ампасіндава) і з лужними гранітами (підняття Бекудука). На півдні М. відоме розсипне родов. руд олова Есіра. Запаси свинцевих руд на родов. Бесакай оцінюються в 4 тис. т металу.
Барит. Ресурси бариту пов'язані з кварц-баритовими жилами родов. Андавакуера і районі м. Амбусітра (родов. Ампандрана і інш.).
Графіт. Запаси графіту оцінюються в 20 млн т. Численні родов. приурочені до порід «системи» Графіт (слюдяні сланці і ґнейси групи Амбатулампі – на півночі; амфіболіти, ґнейси і мігматити групи Манампуці – на сході; лептиніти групи Ампаніхі –  на півдні о-ва). Стратифіковані шари графітоносних порід потужністю до 10-30 м при довжині в сотні м. Графіт мальгашського (лусочки) і цейлонського (агрегати) типу. Сер. вміст графіту в руді 4-11%. Найбільші родов.  Амбатумітамба,  Анциракамбу, Саханаву, Сахамамі, Андасіфахателу, Фаліарану, Царавуніана, Марувінці, Таматаве, Брікавіль, Перінє, Фаліарану містять латеритизировані легкозбагачувані руди. Руди родов. на півдні М. не латеритизовані.
Мусковіт. Пегматитові родов. мусковіту відомі на сх. узбережжі о-ва. На півночі локалізовані родов. Амбахісутрі,  Амбахібада, Андравурі, Адрембуна. Південніше, в районі Туамасіні, а також в центрі о-ва і на півдні є дрібні родов. мусковіту.
Флогопіт. Понад 1000 родов. флогопіту приурочені до архейських порід «системи» Андруй (піроксеніти). Флогопіт утворює стовпоподібні і жильні скупчення на родов. Ампандрандава,  Бенату, Сакамасі, Амбіа, Муфілефі, Мікубука, Вухітрамбуа, Марувала, Сакасуа, Каламбатрітра, Амбарарата, Міарі і інш. Спільно з флогопітом в родов. Бетанімена, Амбіндрандракемба, Ілапаліті і інш. встановлені промислові вмісти ураноторіаніту.
Каолін. Найбільше родовище каоліну – Ампанігу (Ampanihy). Оцінені запаси – 2 млн т.
Численні родов. кварцової сировини представлені кварцовими жилами, гранітними пегматитами, кварцовими розсипами, ґранульованим кварцом. Кварцовожильне родов. Крісталліна, або Беумбіаті, в районі Рамартіни містить 100-200 т п'єзокварцу. Гол. розсипні родов. кварцу – Маруанцетра, Рантабе, Мананара, Анталаха.
Дорогоцінні і виробні камені. М. багатий на дорогоцінні і виробні камені. З них найбільший інтерес представляють ґранати, кольорові турмаліни, берили, рубін, сапфір, кордієрит, данбурит, кунцит, аметист, цитрин (ювелірні камені) і амазоніт, лабрадорит, родоніт, рожевий кварц, агат, яшма і інш. (виробні камені). Їх джерелами є гранітні рідкіснометалічні і рідкісноземельні пегматити та мусковітові, кварцові жили, базальти, метаморфічні гірські породи.